# Acer japonicum
Acer japonicum (Downy Japanese Maple hay Fullmoon Maple; tiếng Nhật: ハウチワカエデ (hauchiwakaede)) là một loài thực vật có hoa trong họ Bồ hòn. Loài này được Thunb. mô tả khoa học đầu tiên năm 1784.

## Hình ảnh

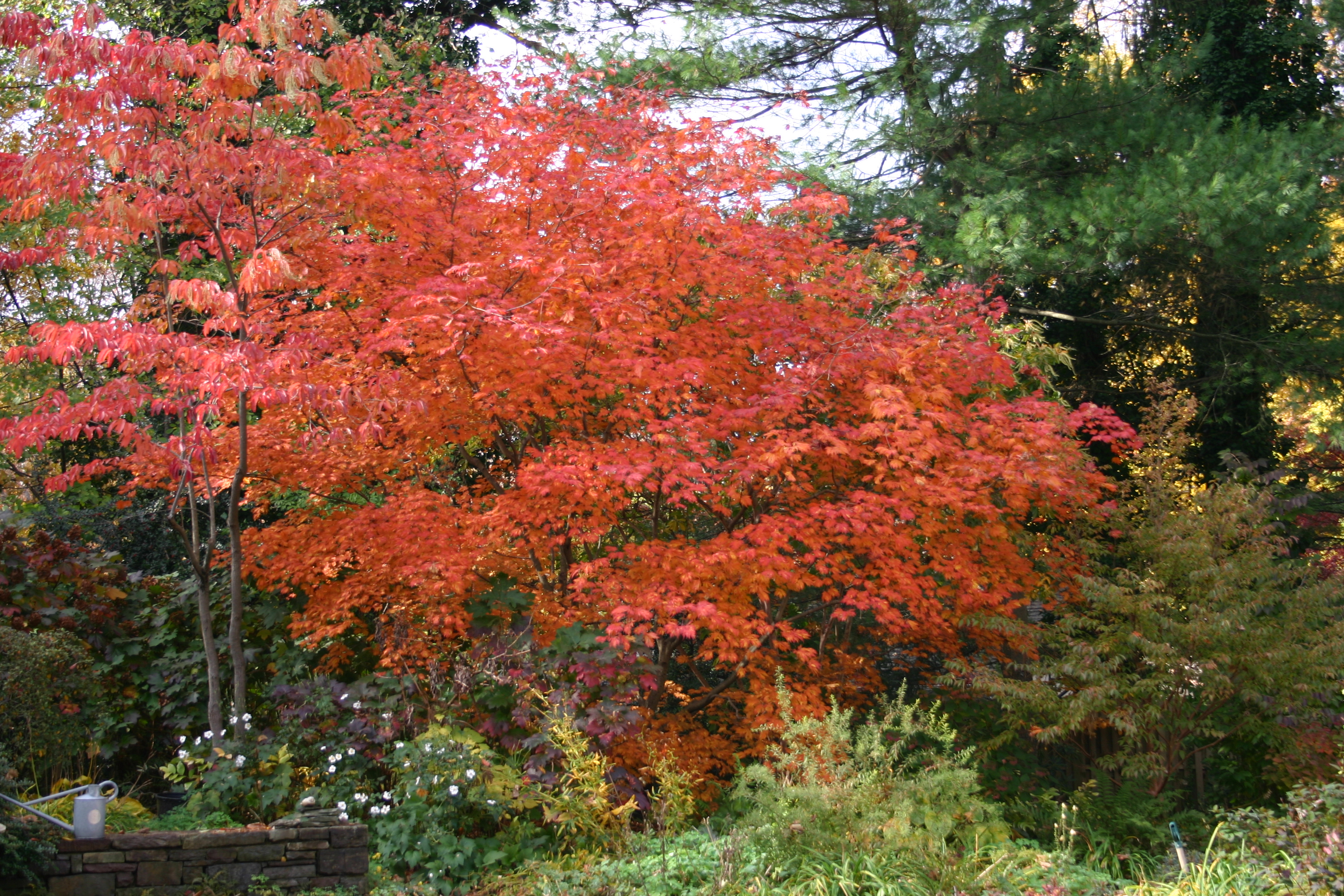
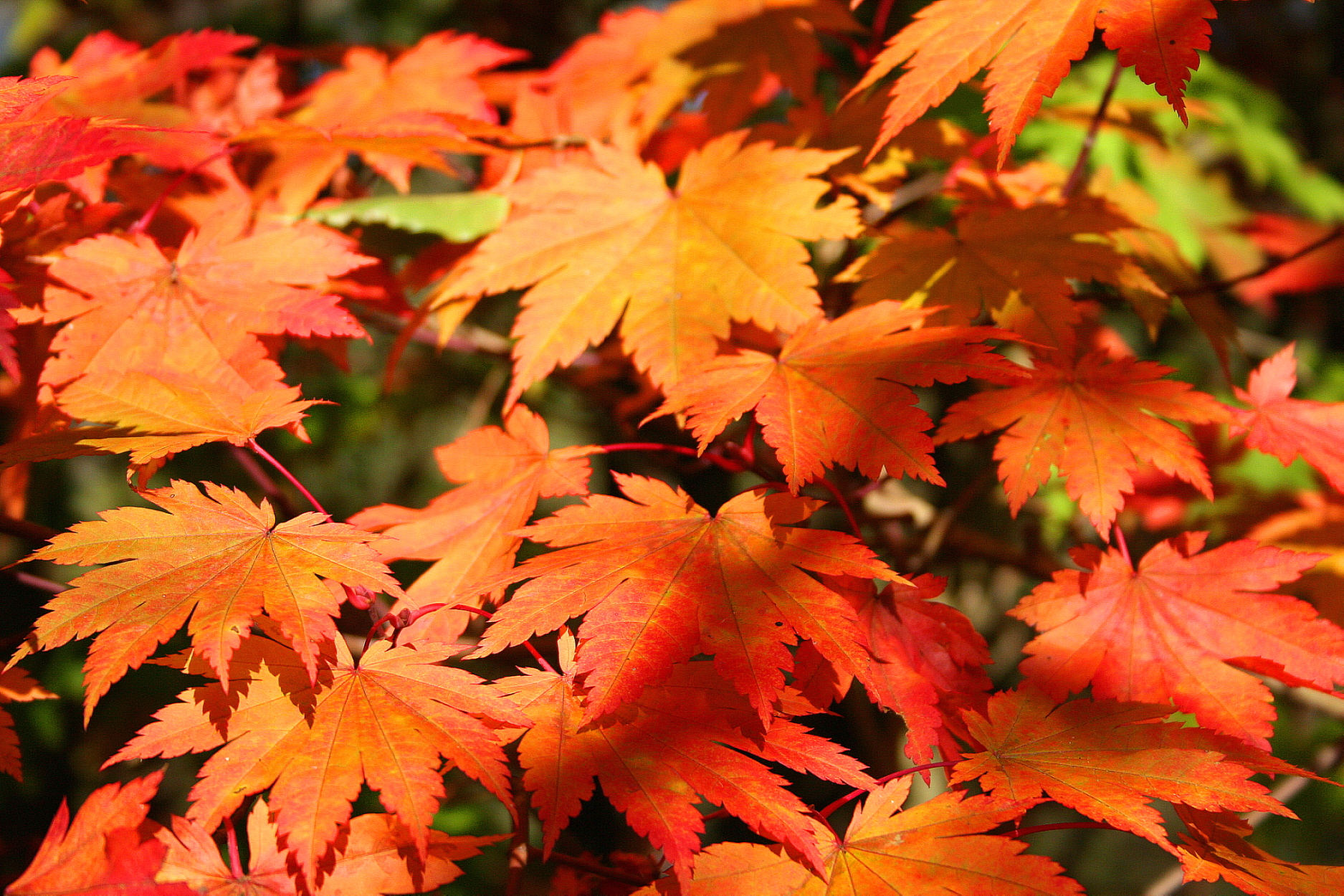
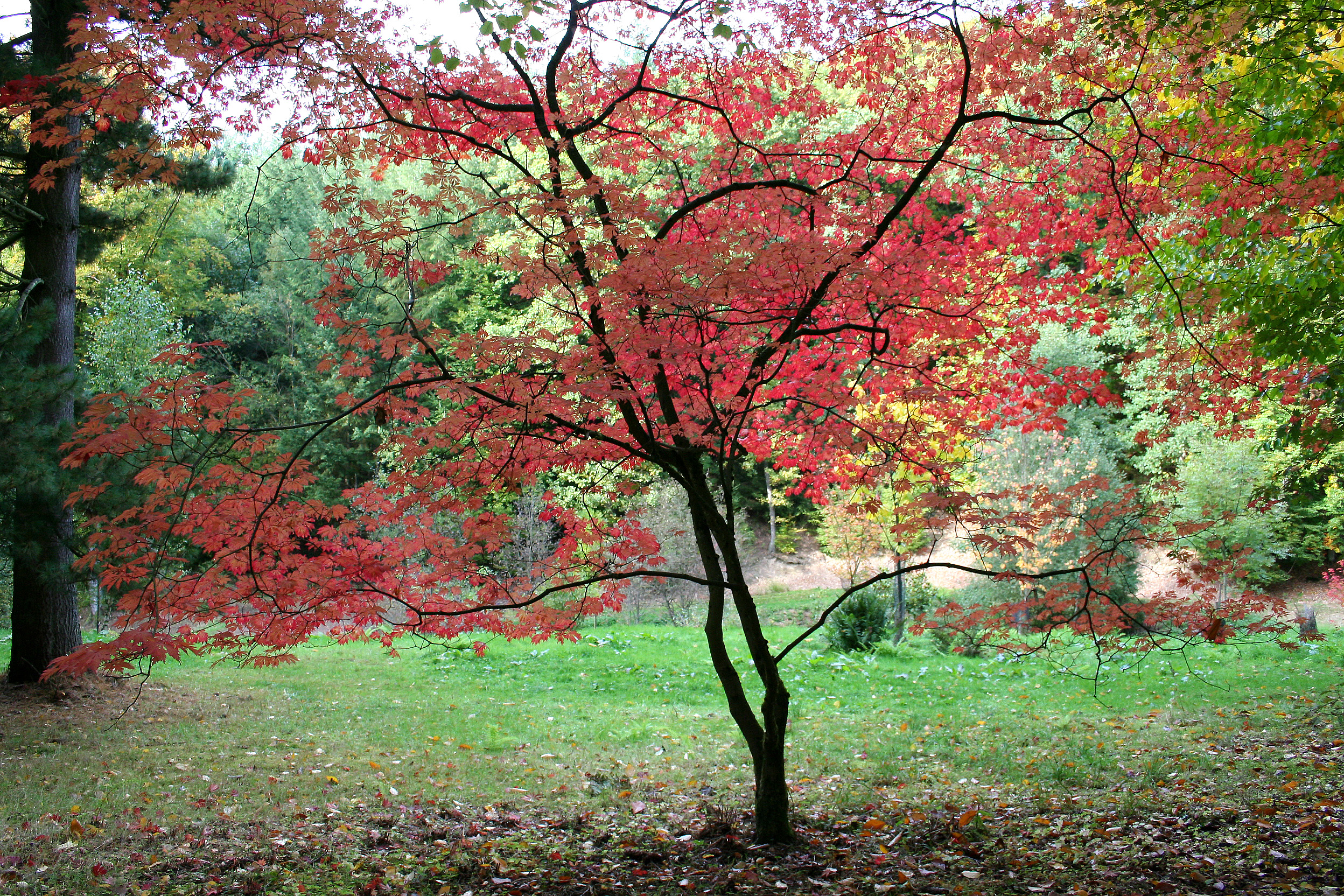
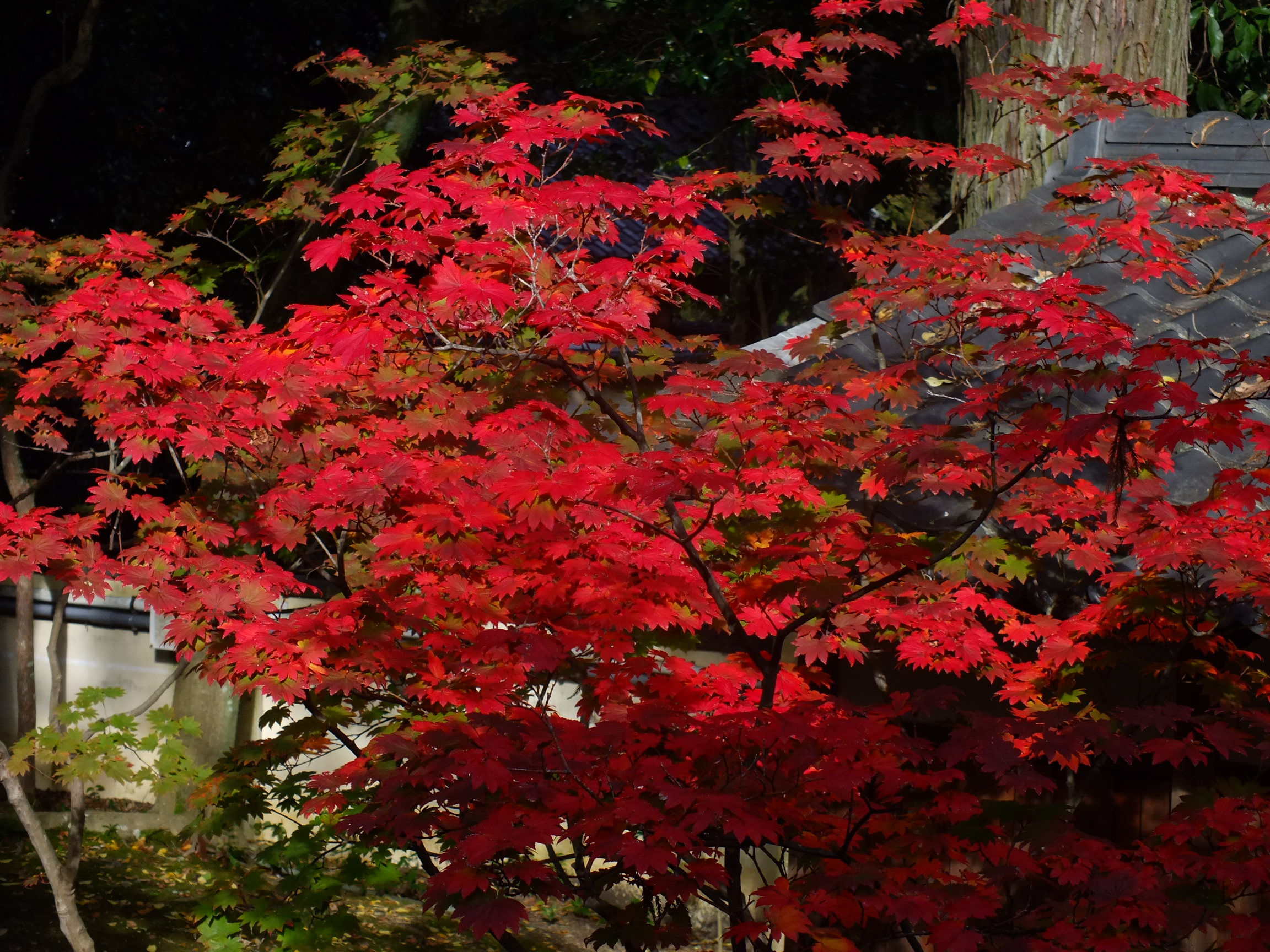